# Amibă
Amiba (lat. Amoebus proteus) face parte din domeniul Eukaryota, regnul Protista, subregnul Protozoa, Clasa Sarcodina.  
Amiba este unul dintre cele mai simple organisme unicelulare (protozoar). Răspândit în apele dulci, stătătoare sau pe pământ umed.
Are aspectul unei mase gelatinoase incolore, cu forma corpului mereu schimbătoare. Neavând membrană celulară bine diferențiată, amiba formează niște prelungiri de citoplasmă, numite pseudopode (piciorușe false), cu care se deplasează. Acestea sunt folosite și la captarea hranei: bacterii, alge unicelulare, particule de resturi organice. Hrana întâlnită în cale este înconjurată de pseudopode și introdusă în interior. În jurul ei se formează o veziculă transparentă (vacuola digestivă), care o digeră cu ajutorul sucurilor sale digestive.
- are membrana foarte subțire, de aceea forma celulei se schimbă;
- nu are pigmenți asimilatori, deci se hrănește numai heterotrof;
- respirația, excreția și înmulțirea sunt la fel ca la euglenă.